# Gnamptogenys lineolata
Gnamptogenys lineolata is een mierensoort uit de onderfamilie van de Ectatomminae. De wetenschappelijke naam van de soort is voor het eerst geldig gepubliceerd in 1993 door Brown.